# Wybory parlamentarne w Finlandii w 2007 roku
Wybory parlamentarne w Finlandii, odbyły się 18 marca 2007 roku. Wcześniejsze oddanie głosu (tzw. wstępna faza wyborów) było możliwe w dniach od 7 marca do 13 marca drogą korespondencyjną. Z tej możliwości skorzystało 1,3 miliona obywateli (29,2% uprawnionych do głosowania). O miejsca w 200-osobowym parlamencie Finlandii – Eduskuncie, ubiegało się  2004 kandydatów (w tym 799 kobiet). Ponad ¾ kandydatów nominowanych zostało przez partie polityczne posiadających aktualnie swoich przedstawicieli w parlamencie. Do głosowania uprawnionych było prawie 4,3 miliona osób. Lokale wyborcze były otwarte od godziny 8 do 19.

## Oficjalne wyniki
|  | Partia                               | Głosy      | Procent (zmiana) | Procent (zmiana) | Mandaty (zmiana) | Mandaty (zmiana) | % mandatów |
|  | ------------------------------------ | ---------- | ---------------- | ---------------- | ---------------- | ---------------- | ---------- |
|  | Partia Centrum                       | 640 428    | 23,1%            | -1,6%            | 51               | -4               | 25,5%      |
|  | Koalicja Narodowa                    | 616 841    | 22,3%            | +3,7%            | 50               | +10              | 25,0%      |
|  | Socjaldemokratyczna Partia Finlandii | 594 194    | 21,4%            | -3,1%            | 45               | -8               | 22,5%      |
|  | Sojusz Lewicy                        | 244 296    | 8,8%             | -1,1%            | 17               | -2               | 8,5%       |
|  | Liga Zielonych                       | 234 429    | 8,5%             | +0,5%            | 15               | +1               | 7,5%       |
|  | Chrześcijańscy Demokraci             | 134 790    | 4,9%             | -0,4%            | 7                | –                | 3,5%       |
|  | Szwedzka Partia Ludowa               | 126 520    | 4,6%             | 0%               | 9                | +1               | 4,5%       |
|  | Prawdziwi Finowie                    | 112 256    | 4,1%             | 2,5%             | 5                | +2               | 2,5%       |
|  | Inne                                 | 67 482     | 2,5%             | -0,4%            | 0                | –                | 0          |
|  | Razem                                | 2.771.236  | 100,0%           | –                | 200              | –                | 100,0%     |
|  | Frekwencja                           | Frekwencja | Frekwencja       | Frekwencja       | Frekwencja       | Frekwencja       | 67,9%      |

Źródło: 